# 心霊探偵クロ
『心霊探偵クロ』（しんれいたんていクロ）は、大西俊輔による日本の漫画。ポプラ社の漫画雑誌『プレコミックブンブン』および『月刊コミックブンブン』にて、2007年7月号、11月号の2回の読み切り版掲載の後、2008年2月号から2009年10月号（最終号）まで全21話が連載された。単行本は全1巻。

## あらすじ
霊波異常の原因を探るために鏡原町にやってきた陸内クロ。彼は「念人形」と呼ばれる不思議な人形を使い、悪霊を退治する「心霊探偵」だった。

## 登場人物

### クロとその仲間たち
陸内 クロ（おかない クロ）
心霊関係の事件を解決する「心霊探偵」。コートの中に携えた魂を持った人形「念人形」を操ることができる。普段は、霊に関わる人間にしか見えない館「クロの館」に住んでいる。
天野 葵（あまの あおい）
鏡原小学校5年3組の生徒。肝試しで廃校に入ったまま帰ってこないクラスメイトを心配し、助けを求めていたところクロに出会った。
霧島 拓也（きりしま たくや）
鏡原小学校5年3組の生徒。母親と姉の3人家族。2年前に両親が離婚して以来、あまり感情を表に出さなくなってしまった。普段からニット帽を着用している。
名取 廉（なとり れん）
鏡原小学校5年3組の生徒。情にもろい。苦手教科は算数。
新庄 真理（しんじょう まり）
鏡原小学校5年3組の生徒。クロに出会い、憧れを抱く。

### 鏡原小学校
赤嶺 怜子（あかみね れいこ）
鏡原小学校5年3組の生徒。第1話に登場。体が弱かったが、下級生にとても慕われていた。2週間前に飲酒運転の事故で亡くなった。
白河 霞（しらかわ かすみ）
鏡原小学校5年3組の生徒。第5話より登場。1年前に飛行機事故で両親を亡くし、祖母と2人で暮らしている。フューリーに利用され、あの世とこの世をつなぐ「穴」を開こうとしていた。
奈々（なな）
鏡原小学校の2年生。第7話に登場。
山下 智（やました とも）
鏡原小学校の2年生。第7話に登場。
高野 勇（たかの ゆう）
鏡原小学校の2年生。第7話に登場。

### その他
水沼 リリ（みずぬま リリ）
7歳の女の子。第1話に登場。体が弱く、同じ鏡原総合病院に通う赤嶺怜子を慕っていたが、2週間前に怜子と同じ事故で亡くなった。
霧島 頼子（きりしま よりこ）
第2話に登場。拓也の姉で、中学1年生。ふさぎ込みがちな弟を心配している。
フューリー
第5話より登場。影に潜む悪霊で、黒いもや状の姿と少年の姿に変化する。影を操って多数の腕や自身の分身、偽の風景などを作り出すことができる。あの世とこの世をつなぐ「穴」を広げ、この世をあの世に作り変えようとしていた。影の刃が降り注ぐ技「黒い雨（ダークネスレイン）」でクロたちを苦しめた。
豆山 笑介（まめやま しょうすけ）
クロのもとにやってきた幽霊。第13話に登場。30年前に鏡原小学校の校長を務めていた。子供たちの笑顔を見るのが大好きで、日々生徒を楽しませることに心血を注いできた。特技は目玉を飛び出させること（眼球脱臼）。
神堂 キリ（しんどう キリ）
第14話より登場。白い髪の少年で、悪霊退魔を行う退魔師。すべての霊を悪と考え、クロに対抗心を持っている。
怨鬼（おんき）
第14話より登場。この世に散らばる恨みや怨念の力を集め形とした「呪い人形」。キリの持つ小さな人形から「怨」の掛け声とともに呼び出される。第一形態は怪力自慢の巨体を持つ藁人形の姿。「恨」の掛け声により第二形態に変化すると、口から強力なエネルギー弾を発射できるようになる。

## 念人形
クロによって作られた魂を持った人形。人形ごとに様々な能力を持っている。「目覚めろ（アウェイク）」の指令とともにエネルギーを注ぎ込むことで呼び覚まされ、クロに従って行動する。クロのエネルギーを糧として活動するため、クロから離れすぎたり、クロが意識を失うと停止してしまう。各地の伝説やゴエティアの悪魔（ソロモン72悪魔）にちなんだ名前を持つものが多い。
ランベール
クロのパートナーである女性型の念人形。読み切り第1回より登場。能力は、悪霊や霊に蓄積した負のエネルギーを吸い込む「吸収」と、吸い込んだエネルギーを再放出する「解放（リベレーション）」のふたつ。
ディアブロ
読み切り第1回に登場。能力は霊波を探って霊を見つけ出すこと。名前の由来はディアブロ
エクセドラ
読み切り第1回より登場。信号を送り、いつでもクロと通信が可能。遠距離でも活動ができるタイプの念人形。
ガルム
読み切り第2回より登場。犬に似た念人形。能力は霊波探知で、霊波を嗅ぎ分け、霊を見つけ出して追跡することが得意。名前の由来はガルム。
オセ
第2話より登場。漢服姿の念人形。能力は、その目に写したものに一定時間完璧に化けること。ただし声はコピーできない。名前の由来はオセ。
バルバトス
第3話より登場。甲冑姿をした、最も強固な念人形。顔面を巨大化させて心霊のいかなる攻撃も寄せ付けない。名前の由来はバルバトス。
セーレ
第4話より登場。古代エジプトの服飾に似た衣服で、左目に包帯を巻いた女性型の念人形。能力は未来予知で、持っている手鏡で未来の出来事を少しだけ見ることができる。ランベールとはクロのパートナーの座を争っており、仲が悪い。名前の由来はセーレ。
クーン・アヌーン
第8話に登場。能力は、素手で触れた者を強制的に幽体離脱させること。名前の由来は、ウェールズ神話の魔獣クーン・アヌーン(en)。
シトリー
第13話に登場。パーカーを着た女性型の念人形。能力は歌う事で、人間・動物・霊すべての心に作用する耳に聴こえない霊波の歌を歌い、安らぎを与えて心の傷を癒やす。名前の由来はシトリー。
クロセル
第16話に登場。クロの館の中を常に動き回っている念人形。能力は、侵入者を強制的に館の外に転移させること。名前の由来はクロケル。
プレスター
第19話より登場。能力は、6本の腕から霊波の糸を出し、相手の動きを封じること。

## 書籍
- 大西 俊輔 『心霊探偵クロ』 ポプラ社〈ブンブンコミックスNEXT〉、全1巻
  1. 2009年2月 ISBN 978-4-591-10754-6